# Casas del Río

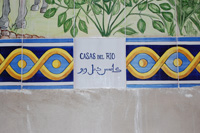
Nombre en árabe de Casas del Río.

Casas del Río es una aldea del municipio de Requena, en la Comunidad Valenciana, España. Perteneciente a la provincia de Valencia, en la comarca de Requena-Utiel.
La aldea de Casas del Río se encuentra a una altitud de 355 m s. n. m., estando  comunicada por la CV-442 y con la carretera N-330, en su tramo de Almansa-Requena a 28,5 km de esta última localidad. La CV-442 dista 11,5 km desde la N-330 hasta la aldea.
Junto a la aldea pasa el río Cabriel. Cabe destacar una noria de madera del siglo XVIII que sigue en servicio tras ser restaurada en 1991, regando una zona de 19 hectáreas denominada "Rinconada de Muñoz".
La UNESCO en sesión de junio de 2019 ha aprobado la declaración del "Valle del rio Cabriel" como Reserva de la Biosfera. La propuesta elevada por el Comité Nacional en el transcurso de la reunión anual del Consejo Internacional de Coordinación (CIC) del Programa Hombre y Biosfera (MaB) que se celebra en París, supone un gran espaldarazo al desarrollo sostenible de la provincias provincias donde transcurre el río Cabriel y “una potente herramienta de lucha contra la despoblación”.
El ámbito lingüístico del castellano propio de la Comunidad Valenciana, con 9956 km², no se corresponde con división supramunicipal alguna, y solo en ocho comarcas todos sus municipios son, históricamente, castellanohablantes: Alto Mijares, Alto Palancia, Serranos, Rincón de Ademuz, Requena-Utiel, Hoya de Buñol, Valle de Cofrentes y Canal de Navarrés; en las comarcas del Vinalopó y la Vega Baja del Segura los municipios castellanohablantes comparten comarca con municipios valencianohablantes.

## Historia de la aldea
Aunque existen vestigios de que la zona estuvo habitada desde la Edad de Bronce con distintos asentamientos casi permanentes, la fundación definitiva en el emplazamiento actual tuvo lugar durante la segunda pertenencia del Señorío del valle de Cofrentes al Ducado de Gandía (1531-1596). Carlos de Borja y Magdalena Centelles veían complacidos como sus rentas señoriales iban viento en popa en el pueblo de Cofrentes y la producción que ofrecía su señorío podía dar más de sí. Aunque la zona estaba algo expuesta ya que siempre había sido un territorio fronterizo y pertenecía a distintas poblaciones como Requena, Ves y Cofrentes, siendo esta última la que acabó soberana del área al cederle Requena parte de los terrenos. A Cofrentes le convenía tener su parte occidental del valle controlada y esta era la mejor manera. En ella había secanos que podían convertirse en huertas, aunque para ello fuera menester levantar otro pueblo. Disponían de tierras, tenían vasallos, se haría una presa y una gran noria, nada impediría en nacimiento de la aldea de Casas del Río.
En los antiguos legajos que se conservan en el Ayuntamiento de Requena, se nombra:
Como a cosa de tanta utilidad, se debe mandar que en la partida de Tanesna, termino de las villa de Cofrentes, se haga un azud o presa para que las tierras de dicha partida sean de riego, que hay más de 300 tahullas que se pueden allí fundar y edificar un nuevo pueblo pues todo el suelo y toda ella la Baronñia es de Vuesa Ilma...
Y aún obtuvo gracia de la Villa de Requena para que un pedazillo de tierra que para la presa se ha de tomar, que refecar en el término de la Villa de Requena, el ayuntamiento de ella consienten como consintieron en dar venia para lo tomar, sin disgusto para los de aquel pueblo.
Estos dos escritos anteriormente mencionados están sacados de un mosaico situado en la pared de la iglesia de la aldea de Casas del Río.
La aldea fue habitada por población morisca que provenían del Valle de Ayora y Ves al cual se dedicaba principalmente a la agricultura y ganadería.
El 9 de abril de 1609, Felipe III firmó el decreto de expulsión de los moriscos de España. El 19 de octubre, el bando de expulsión se publicó en Cofrentes. Entre los días 21 y 24 de octubre, los vecinos de Casas del Río fueron desalojados de sus casas y tierras apenas catorce años desde su fundación. El alguacil Llober y un pelotón de soldados los custodiaron hacia Cofrentes. Allí se juntaron con moriscos de otras poblaciones cercanas para iniciar un largo camino hacia el destierro. Los más osados huyeron al monte ya que por esas fechas, las montañas del valle eran moriscas.
Casi cien años permaneció en ruinas y abandonada hasta que en 1720 los hermanos Antonio y Asensio Serrano, una familia procedente de Jalance, se establecieron en las tierras, donde bautizaron la población con su nombre actual. Ellos construyeron la famosa noria de riego, practicaron azudes y dotaron la zona con extensas zonas agrícolas.
Era el 1 de febrero de 1871, 20 años después de la incorporación de la Comarca de Requena-Utiel a Valencia (1851), cuando los vecinos de Casas del Río presentaron una solicitud en la que pidieron ser segregados de Cofrentes para incorporarse al término municipal de Requena. Se amparaban para ello en la nueva Ley Municipal de 20 de agosto de 1870 impulsada por los progresistas, que permitía la segregación, si no se perjudicaban los intereses legítimos del resto del municipio (Cofrentes) y si no se incurría en ciertos casos específicos.
Los vecinos de Casas del Río alegaban que las comunicaciones con Requena eran mucho mejores que con Cofrentes, lo cual facilitaba mucho la salida de productos agrícolas que eran el sustento principal de los rianos. Literalmente exponen así su situación:
“La más cómoda vía de comunicación que al efecto se halla abierta para dicha Ciudad (Requena) que para el expresado pueblo de Cofrentes, pues para este último punto es escabroso y expuesta por los accidentes del terreno y río que hay que cruzar, no hallándose abierta por las expresadas razones más que una mala senda; mientras que para el primer punto (Requena) lo es una carretera cómoda y sin exposiciones.”
Y para que no queden dudas al respecto, en el mismo escrito exponen la casi total unanimidad vecinal en este acuerdo:
“Como prueba de cuanto queda dicho y justicia que asiste á los recurrentes para solicitarlo basta consignar que de ochenta y ocho vecinos que componen dicha aldea suscriben esta petición ochenta y cuatro.”
Aunque Casas del Río solicitó la segregación en 1871, los cofrentinos lograron dilatarla 3 años negándose a deslindar el término excusándose en que estaban atareados con la defensa ante los asaltos carlistas.
En el momento de su anexión a Requena la aldea de Casas del Río era una de las más pobladas, ya que contaba con más de 300 habitantes repartidos en dos barriadas, una a cada lado del río Cabriel. La mayor de estas barriadas ha sido siempre la de la margen izquierda, en la misma donde están los riegos de la noria y en la que fue edificada la primera ermita en 1760, siendo dedicada a San Antonio de Padua. Tras haber sido reconstruida en 1856 para dar cabida a la creciente población, su planta actual y campanario datan de 1893.

## Historia de la noria para riego

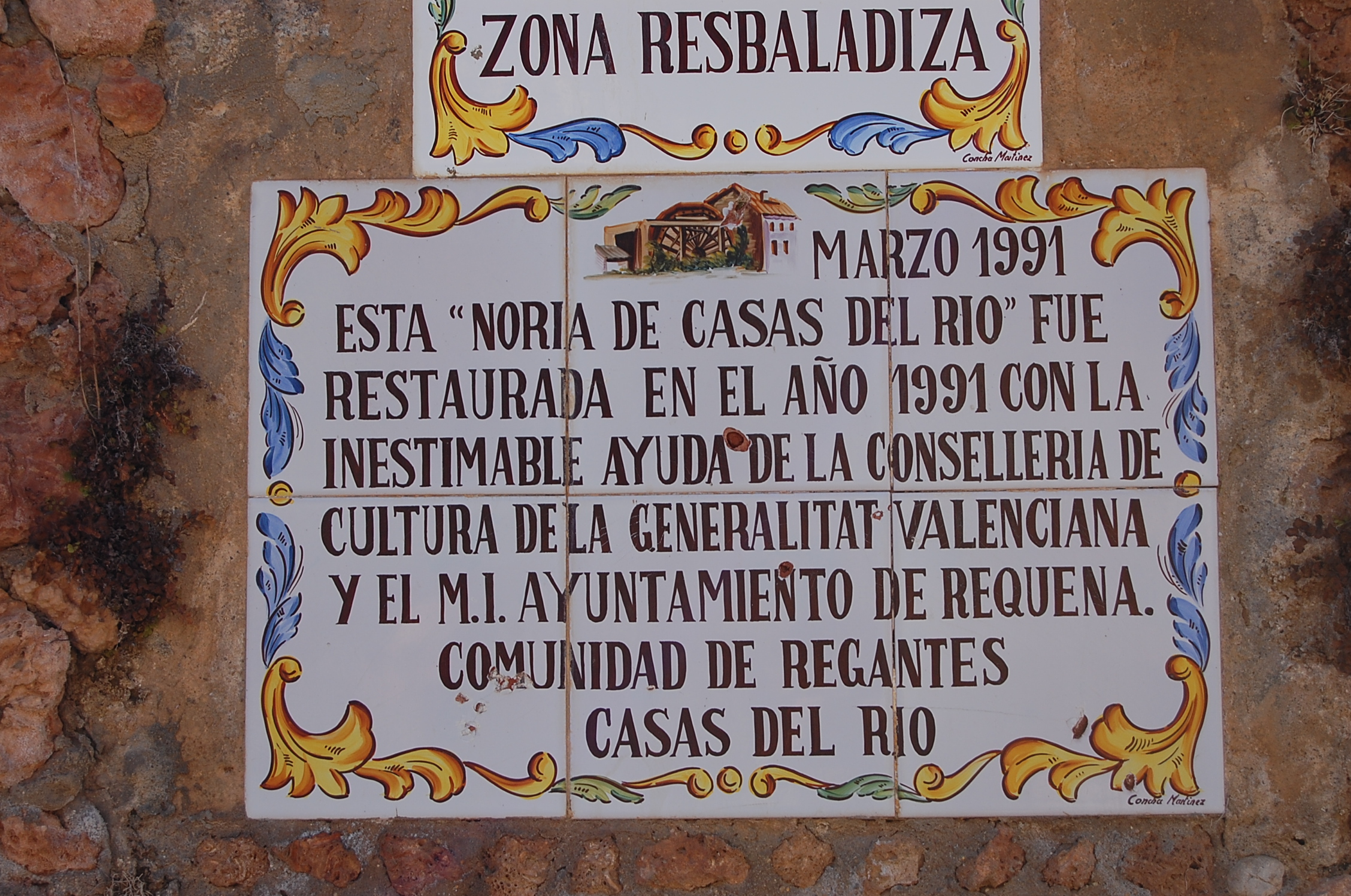
Inscripción de Reforma de 2001.

Si nos encaminamos desde la aldea hacia el río, encontraremos la noria para riego. En el año 1991 se realizaron trabajos de reforma y diez años después, en 2001, dicha noria fue rehabilitada y cambiado su eje de rodadura, el cual se encuentra expuesto, además de vallar la zona para evitar accidentes, también se instaló un pequeño mirador el cual se puede acceder más cerca de la noria para poder contemplarla mejor. 
A la izquierda del mirador hay expuesto una guía indicativa de las obras que se realizaron y las características de dicha noria.

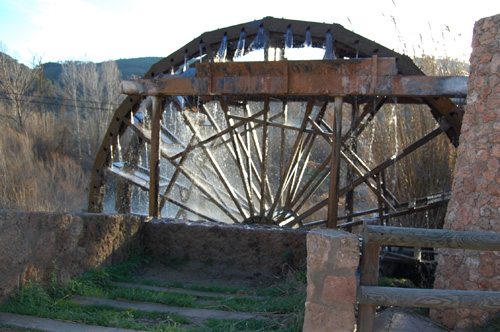
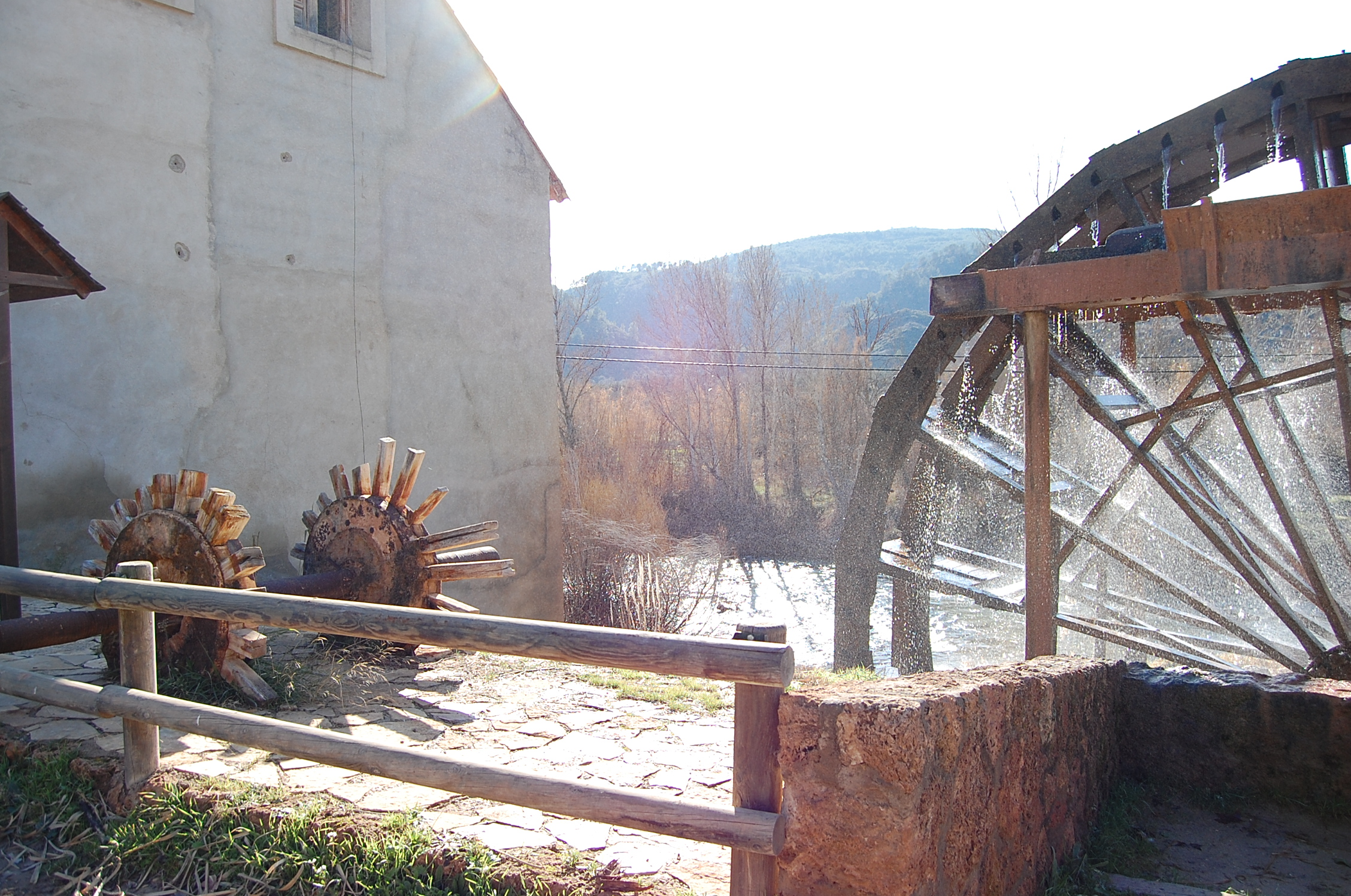
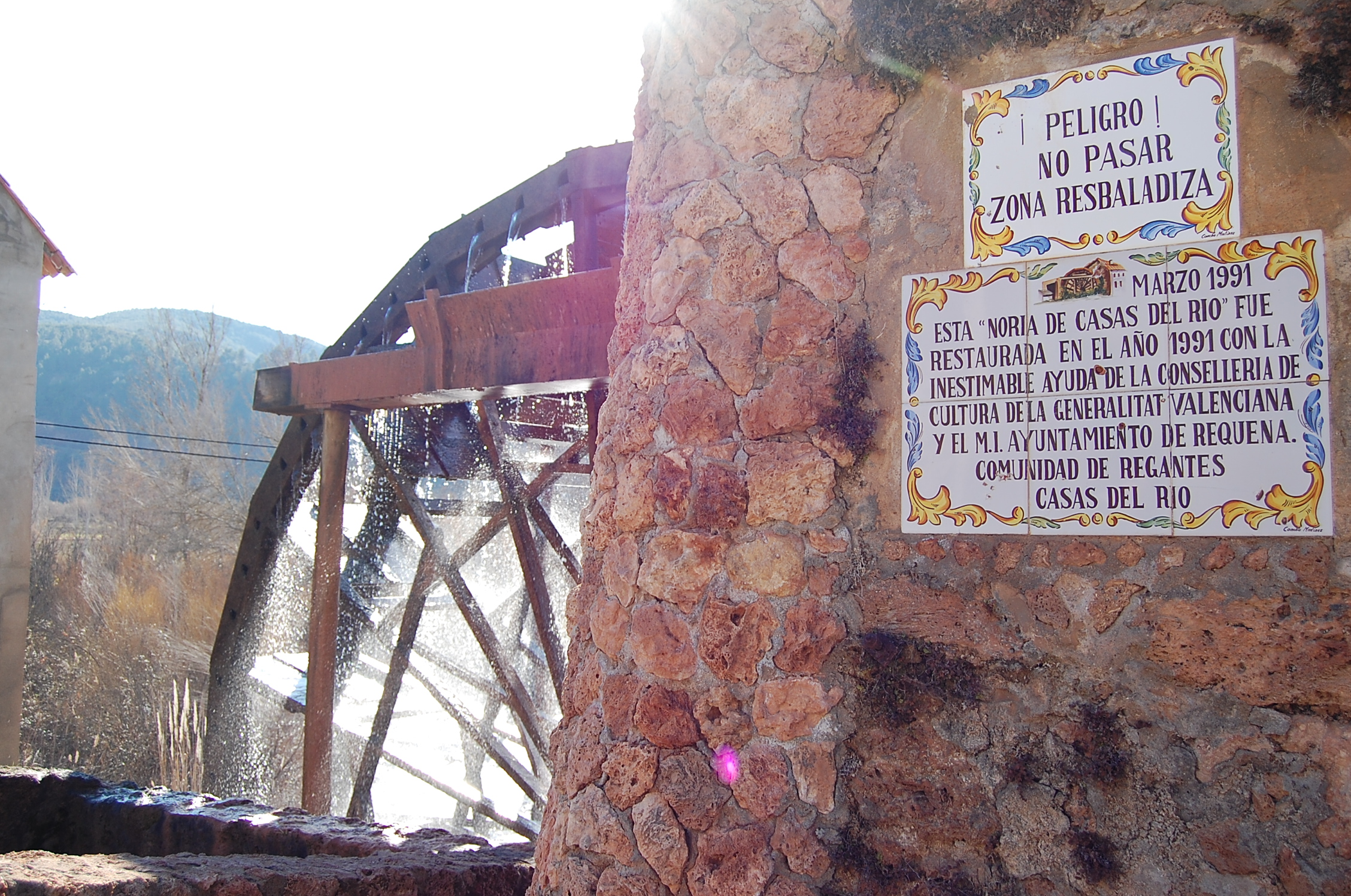
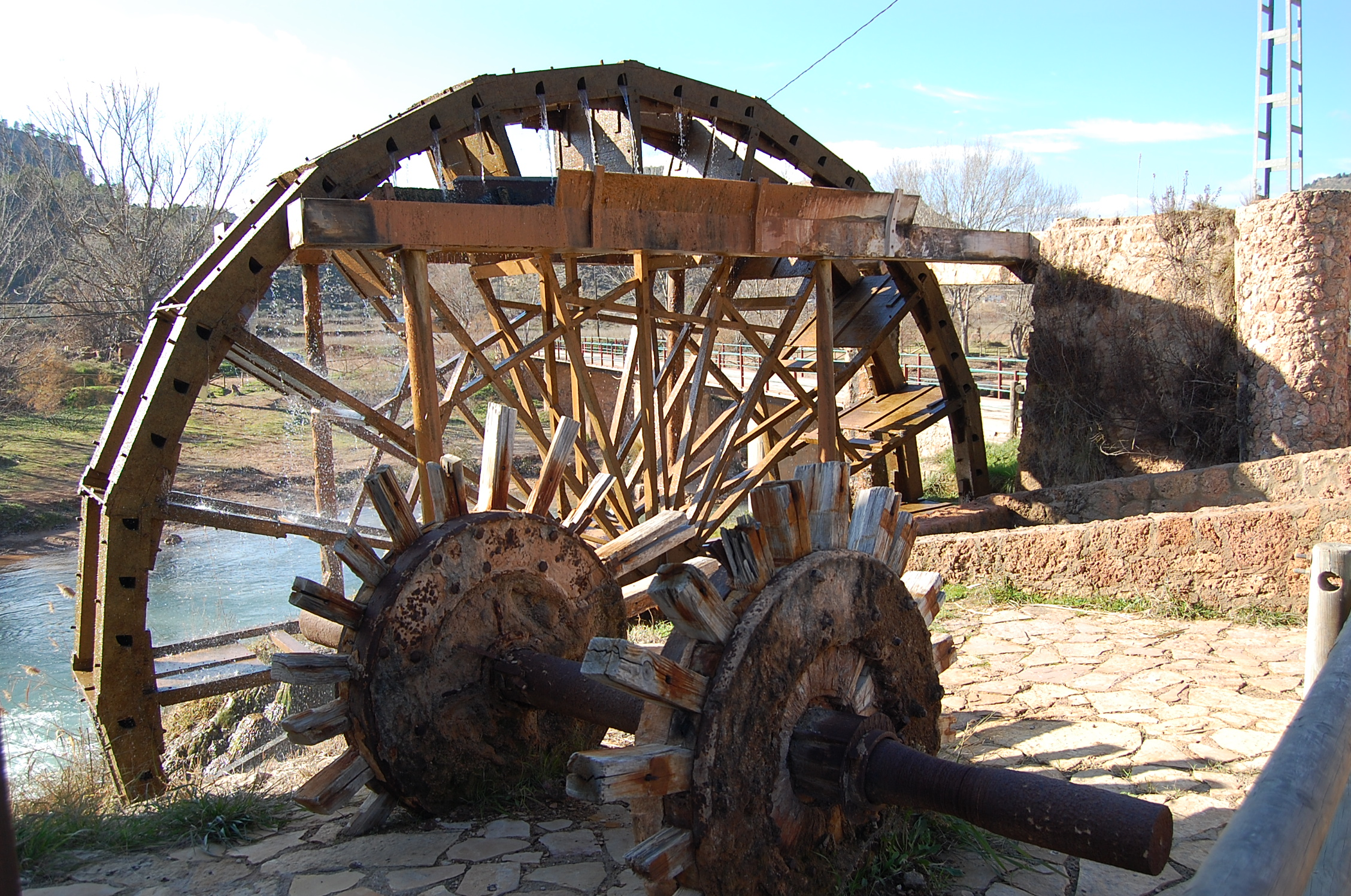

Noria de Casas del Río. Ubicada en el río Cabriel, afluente del río Júcar, uniéndose a este último en el Pantano de Cofrentes (Valencia) en la zona denominada "Desembarcaderos.
Tras sucesivos arreglos, la última en 1991, se consiguió dar servicio continuo a los regadíos. Las últimas crecidas provocaron tal deterioro que se tuvo que parar definitivamente el continuo rodar de esta noria, con el consiguiente perjuicio para los regadíos y la pérdida de una verdadera reliquia, única en servicio de toda la Comunidad Valenciana. 
En el mes de marzo de 1991 se realizaron trabajos de reparación y reforma de la noria usada por la comunidad de regantes de Casas del Río. 
La Consejería de Agricultura, Pesca y Alimentación de la Generalidad Valenciana con el objeto de mantener el "Patrimonio Hidráulico de la Comunidad Valenciana", a la vez que reponer a los agricultores tan singular sistema de riego, decidió hacerse cargo de su definitiva restauración en el año 2001. 
Las distintas avenidas y crecidas del río Cabriel a lo largo de los años han determinado la desaparición de este sistema hidráulico, quedando en la actualidad únicamente la situada en la aldea de Casas del Río, regando actualmente la partida o paraje denominado "Rinconada de Muñoz", con una superficie de regadío de 19 ha (datos sacados del libro "Geografía de la Meseta de Requena - Utiel", escrito por D. Juan Piqueras Haba).
Como se describe anteriormente el último arreglo se realizó en 1991 y se ha conseguido dar servicio a los regadíos de la zona. Las crecidas del río en los últimos años provocó un deterioro tan grande en la noria que se consideró parar definitivamente su continuo rodar, con el consiguiente perjuicio a la comunidad de regadíos y la pérdida de una reliquia histórica, única en servicio en toda la Comunidad Valenciana.
Utilizando el poco material que podía recuperarse de la antigua rueda y contando con la ayuda de artesanos valencianos, fue desmontada la original y realizar una copia idéntica en los talleres con maderas especiales tipo "IROKO" (proviene de Costa de Marfil, Angola, Sudán y Mozambique, es parecida a la teca, pero su textura es más gruesa, es algo más ligera y carece del olor característico y del tacto grasiento de ésta y a pesar de no ser demasiado fuerte, la madera del iroko se puede comparar con ella por las demás propiedades). Tiene también gran durabilidad y, siempre que la dirección de la fibra sea continua, le supera en estabilidad, resistente a la acción perjudicial del agua y de otros agentes externos que garanticen durante largos periodos de tiempo, el suministro continuo de agua a los agricultores, conforme se venía haciendo desde el siglo XVIII.
El 11 de octubre de 2001 fue inaugurado el servicio de la noria con la presencia de la Consejera de Agricultura y Pesca doña María Ángeles Ramón-Llin Martínez, poniéndose así de nuevo en marcha la utilización y disfrute de agricultores y vecinos "La noria de Casas del Río", que tantos beneficios han dado y darán al paraje del regadío de la "Rinconada de Muñoz".
El un lateral de la noria, en una zona habilitada a tal efecto, queda expuesto el eje de rodadura y parte de los apoyos de los radios de la antigua noria para que todos los ciudadanos puedan contemplar la obra de artesanía que es esta noria.
Una placa tipo mosaico se colocó en la pared frontal del canal de recogida del agua (se puede observar en la fotografía) y añadiendo una advertencia de "ZONA RESBALADIZA" ya que por aquel entonces no se habían colocado defensas y pretiles de protección para impedir el acercamiento indebido de personas a esa zona.

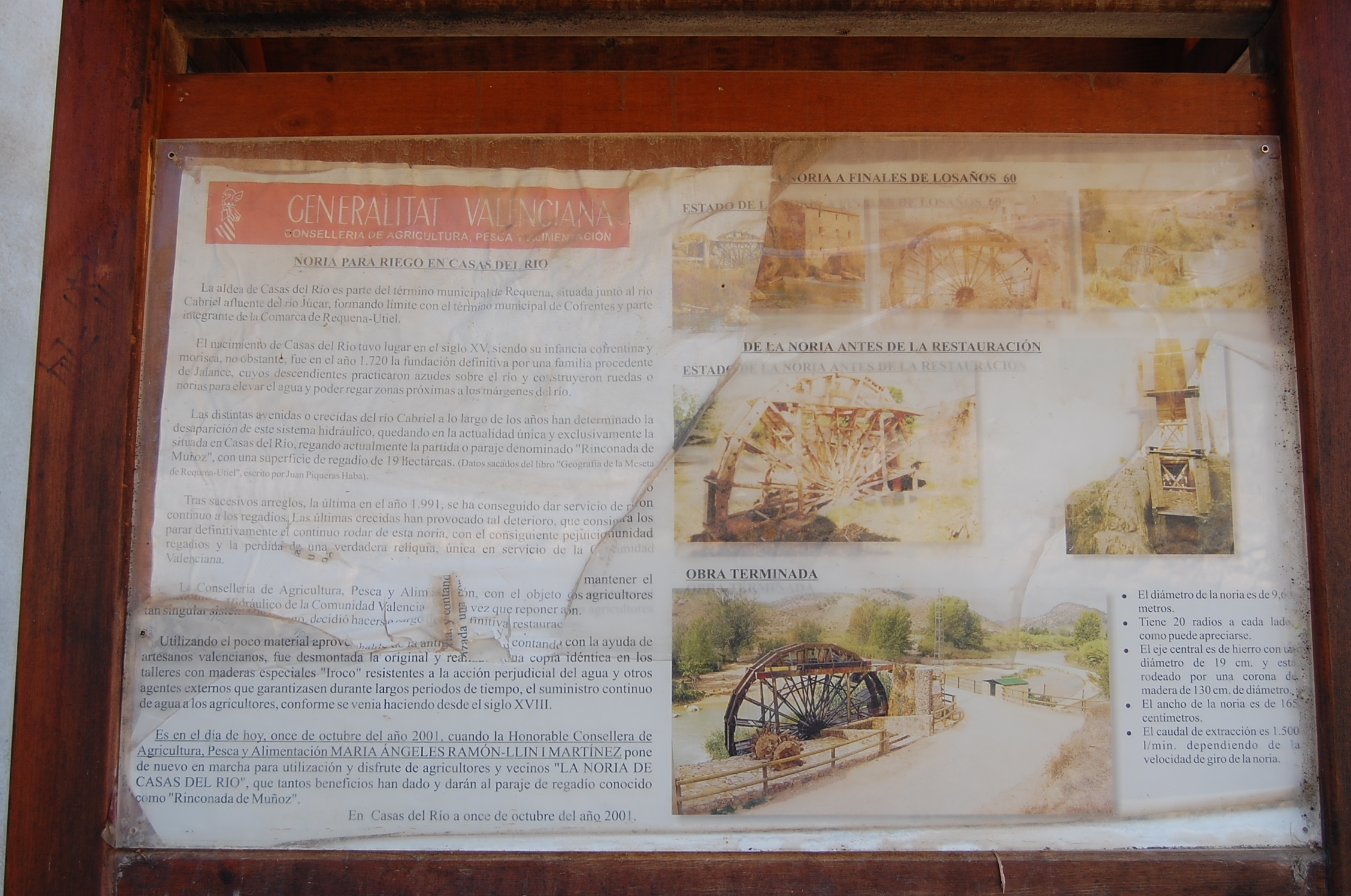
Explicación trabajos de reforma año 2001.

Las características constructivas de la noria son:
- Diámetro de la noria ............................................ 9,6 m
- Número de radios ............................................... 40 (20 a cada lado)
- Material de eje ................................................... Hierro fundido
- Diámetro del eje ................................................. 19 cm
- Número de coronas de sujeción de radios ........... 2 uds.
- Diámetro de las coronas .................................... 130 cm
- Ancho de la noria ............................................. 165 cm
- Caudal máximo de extracción ............................ 1.500 L/min

La velocidad de giro de la noria se controla mediante una charnela de apertura oleohidraúlica que viene a través de la desviación de la presa construida en el río.

## Fiestas patronales

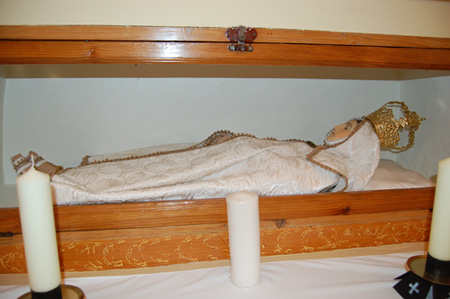
Imagen de la Virgen de la Asunción.

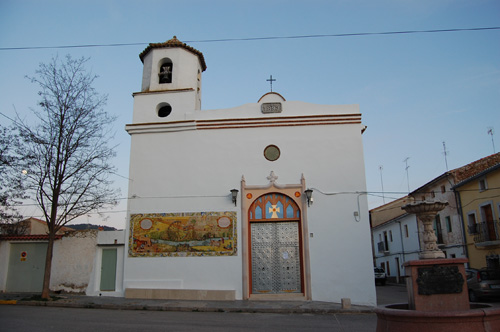
Fachada de la iglesia dedicada a San Antonio de Padua.

Las fiestas patronales se celebran de 1 al 15 de agosto en honor a la Virgen de la Asunción y la iglesia de la aldea de Casas del Río está dedicada a San Antonio de Padua que fue reconstruida con donaciones particulares del pueblo y bendecida oficialmente en 2008 por el cardenal D. Agustín García Gascó. El día 15 de agosto por la mañana se realiza la Procesión del Pan Bendito y una de sus tradiciones es que después de la Misa, en la que se bendicen dichos panes que, antiguamente, eran elaborados por los propios habitantes de la aldea (cuando existían hornos) y seguidamente se procede a la subasta de dichos panes, cortados en porciones.
La procesión de las imágenes de la "Virgen de la Asunción" y de "San Antonio de Padua" se realiza por la tarde, recorriendo el pueblo a hombros de sus habitantes y también es llevada al Barrio de San Casimiro, que se encuentra en la otra parte del Río Cabriel.

## Poesía de la Aldea
Título: Orgullo Riano.
Autora: Amparo Martínez Carrillo.
Publicada en el libreto de fiestas de Casas del Río de 2009.
• Entre curvas y olivares, viñedos y muchos pinos,
tiene un tesoro Valencia llamado Casas del Río.
• Un pueblo que tiene historia, pequeño y lleno de vida,
cuando se cubren sus calles con tanta chavalería.
• Creo que tiene de to, aunque por ahí,
alguien diga que aquí no hay de ná.
• En él buscamos la calma, sosiego y tranquilidad,
que para vivir estresaos ya tenemos la ciudad.
• Ir a por agua a la fuente lo hacemos todos los días,
y caminar hacia el puente que eso es un maravilla.
• Y al contemplar el paisaje respirando el aire puro,
no podemos entender como pudo hacer, Dios solo,
tanta belleza a la vez.
• Por lo demás que puede importar,
si este pueblo tan bonito nos invita a disfrutar.
• Desde que despierta el alba,
y se duerme tras las lomas hay en él tanta actividad,
que ni Madrid con su Gran Vía se nos puede comparar.
• El pescatero que pita, la gente de aquí pa allá,
y que decirle de esas colas para recoger el pan.
• El frutero, el fiambre, unos viene otros van,
los corrillos que formados que de tó nos gusta hablar.
• Y corriendo pa la casa, la comida hecha está,
que nos vienen los maridos.
• El labrador en la huerta, el cazador de cazar,
y el que le gusta la pesca, con sus truchas pa cenar.
• La juventud y sus fiestas tienen otra filosofía
y se pasan los veranos dándose la buena vida.
• Las fiestas son sagrás, en detalles no voy a entrar,
pero si algo nos gusta, por las noches es trasnochar.
• Y para orgullo de todos les quiero yo resaltar
que tenemos nuestra NORIA, monumento nacional.
• Un río que es una joya,
pues sus aguas cristalinas están sin contaminar.
• Y en los días calurosos, refrescamos nuestros cuerpos
entre risas y chapuzones nos anhelan los recuerdos.
• Un día fuimos los padres, antes fueron los abuelos,
vimos crecer a los hijos, hoy les toca a nuestros nietos.
• De ellos será el futuro, de herencia tendrán el pueblo
y debemos de enseñarles a cuidarlo, respetarlo y a quererlo.
• Yo que no he nacido aquí, lo quiero como algo mío
porque sus gentes sencillas, me abrieron sus corazones
y me dieron cariño.
• A cambio les doy mil gracias por todo lo recibido
y les diré hasta mi muerte:
YO SOY DE CASAS DEL RIO.

## Demografía
Datos a facilitar por el Instituto Nacional de Estadística (I.N.E.)

## Galería Fotográfica

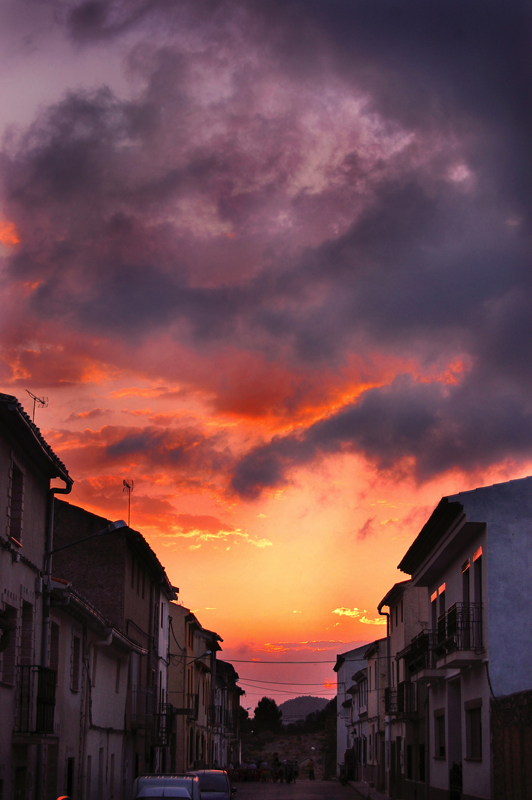
Calle del Cura
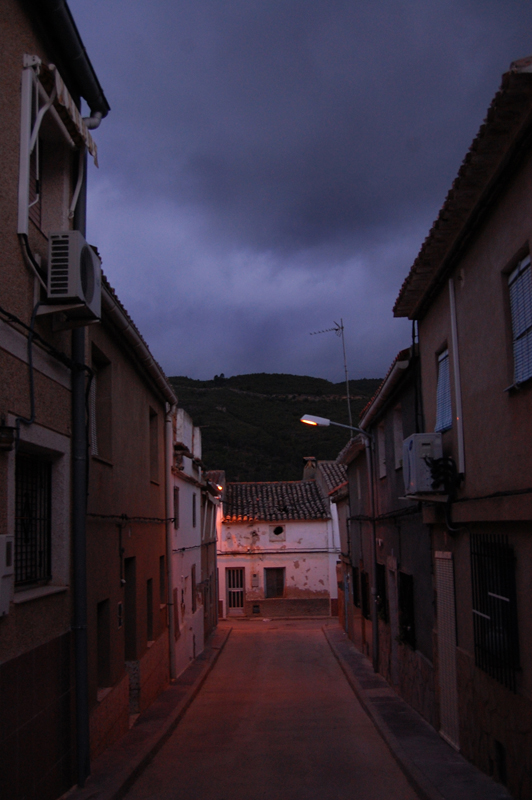
Callejón de Juanete
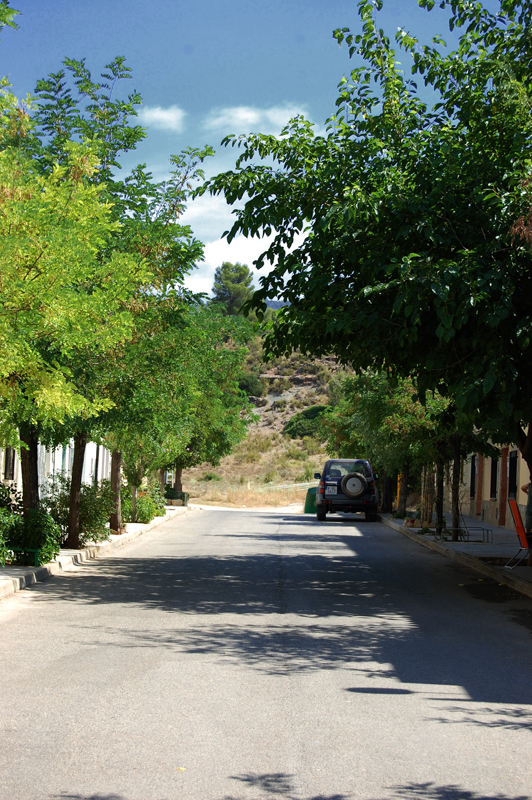
Carretera principal de entrada a la aldea
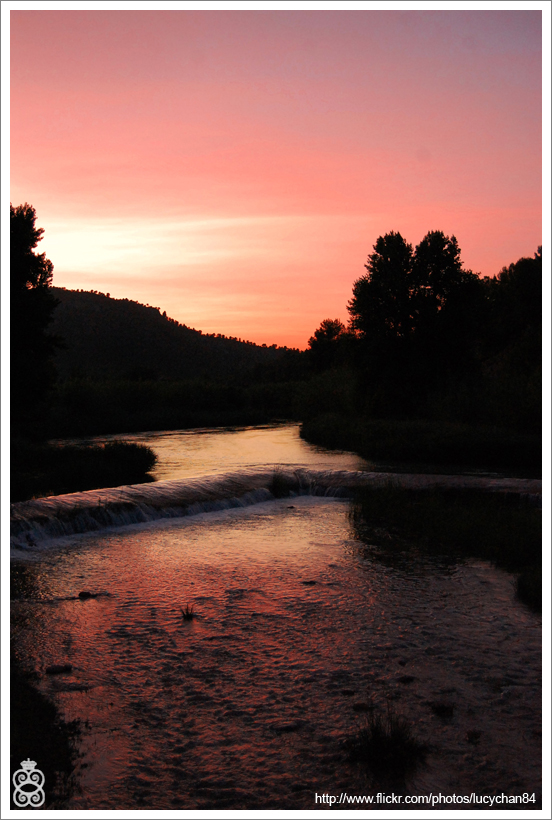
Presa de desvío del agua a la Noria
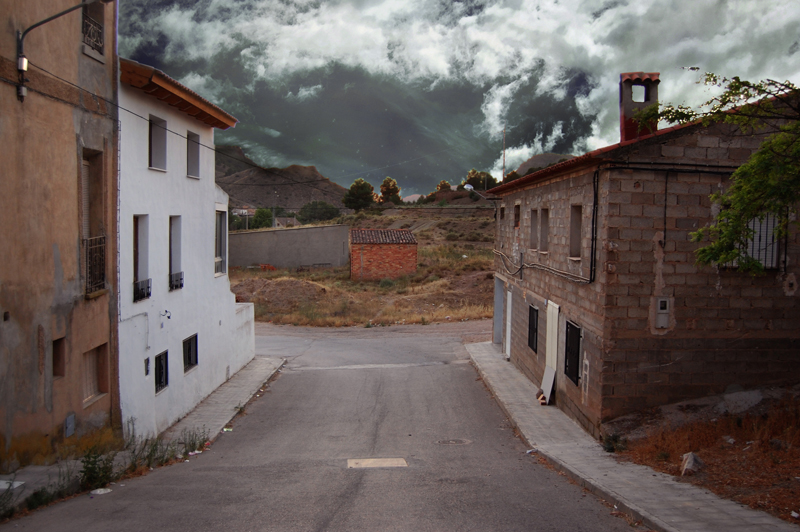
Cuesta de camino hacia el Río Cabriel
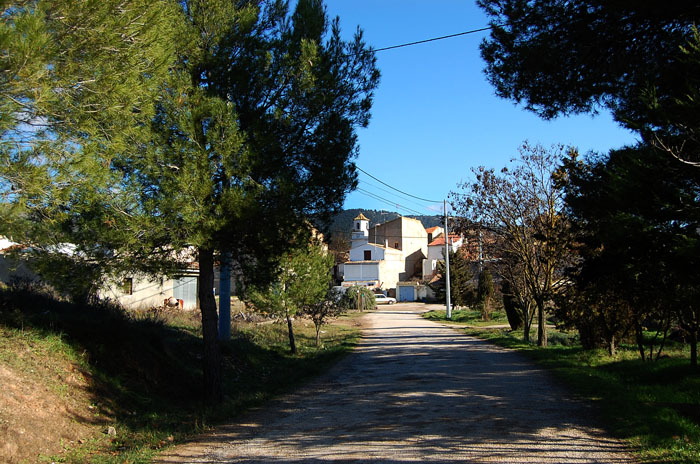
Camino del río hacia la aldea